# 奧基松科山
12°34′36″S 75°36′47″W / 12.57667°S 75.61306°W
奧基松科山（Awki Sunqu），是秘魯的山峰，位於該國中南部利馬大區，由萬坦區和圖佩區負責管轄，屬於秘魯中部山脈的一部分，海拔高度5,050米。